# Fachmarktagglomeration
Eine Fachmarktagglomeration ist eine Agglomeration von Fachmärkten außerhalb der Innenstädte. Seit Anfang der 1980er Jahre werden diese Fachmarktagglomeration in Deutschland als Bedrohung des traditionellen innerstädtischen Handels kritisch diskutiert.
Die österreichische Fachvereinigung für Einkaufszentren verwendet Fachmarktagglomerationen (FMA) als Überbegriff für Fachmarktgebiete und für Fachmarktzentren.
Als Fachmarktgebiet (FMG) versteht der ACSC eine
- gewachsene (also nicht einheitlich geplante) Agglomeration
- von zumindest 4 Fachmärkten oder fachmarktähnlichen Betrieben mit einer Verkaufsfläche von zumindest 150 m²,
- die nahe beieinander (in Sichtweite) liegen und
- die zusammen zumindest etwa 4.000 m² Verkaufsfläche umfassen.

Ein Fachmarktzentrum (FMZ)
- wurde einheitlich geplant,
- wird von zentraler Stelle vermietet und gemanagt und
- besteht aus zumindest vier Fachmärkten oder fachmarktähnlichen Betrieben mit einer Verkaufsfläche von zumindest 150 m²,
- die zusammen zumindest etwa 4.000 m² Verkaufsfläche umfassen.

Die Einbeziehung der Fachmarktzentren erschien naheliegend bzw. notwendig, da die Unterschiede zwischen FMG und FMZ seitens der Konsumenten nicht wahrgenommen werden.